# Friedrich Runge (Theologe)

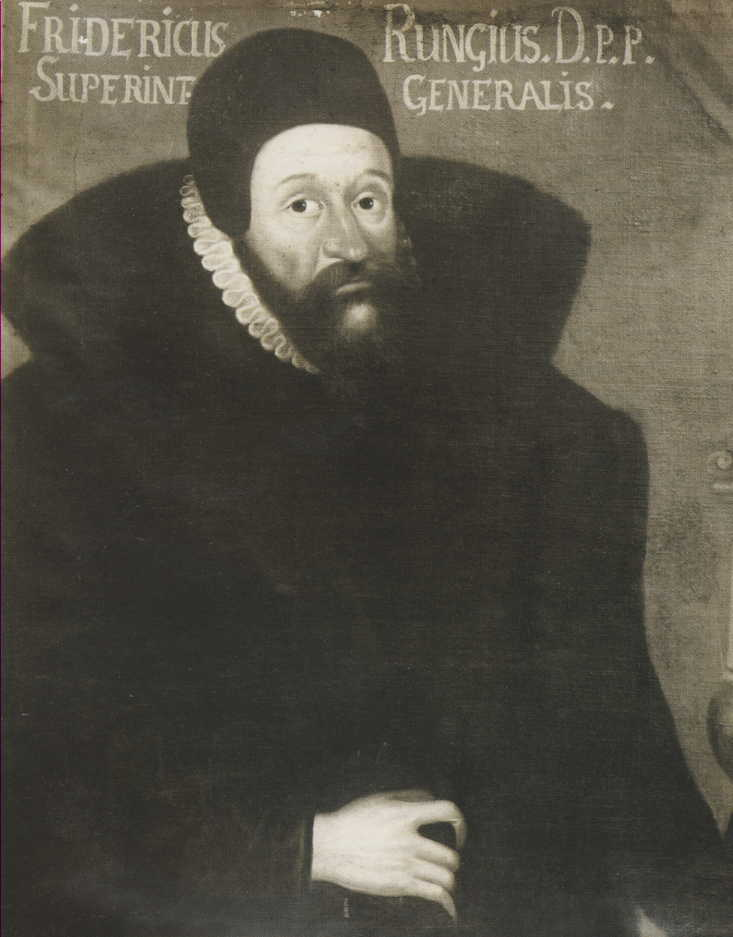
Friedrich Runge

Friedrich Runge (* 2. April 1559 in Greifswald; † 26. Juni 1604 ebenda) war ein deutscher evangelisch-lutherischer Theologe und Hochschullehrer. Von 1597 bis zu seinem Tode war er Generalsuperintendent von Pommern-Wolgast.

## Leben
Geboren als Sohn des Jacob Runge, Generalsuperintendenten von Pommern-Wolgast, und dessen Frau Catarina, der Tochter des Anton Gerschow, genoss er eine sorgfältige Erziehung. Bereits im Alter von 16 Jahren immatrikulierte er sich an der Universität Greifswald, später an der Universität Wittenberg, wo er 1583 den akademischen Grad eines Magisters erlangte. Er kehrte im Anschluss nach Hause zurück, wo er 1583 als Professor für Poetik an die Universität Greifswald berufen wurde. 1585 wurde er von Herzog Ernst Ludwig von Pommern als Hofprediger nach Wolgast berufen.
Nach dem Tod des Herzogs im Jahre 1592 wurde er aus dem Dienstverhältnis entlassen. Im gleichen Jahre erhielt er eine Stelle als Pfarrer an der Domkirche St. Marien in Stettin, verbunden mit einer Professur am dortigen Pädagogium. 1594 wurde er an der Universität Rostock auf Kosten seines Landesherren, Herzog Johann Friedrich, zum Doktor der Theologie promoviert.
Als sein Vater 1595 starb, war Friedrich Runge einer derjenigen, die als Nachfolger im Amt als Generalsuperintendent von Pommern-Wolgast in Betracht kamen. Aber erst nach langen Verhandlungen mit dem in Wolgast regierenden Herzog Bogislaw XIII., der Stadt Greifswald und dem Stettiner Herzog Johann Friedrich, der ihn in Stettin halten wollte, wurde Friedrich Runge 1597 Generalsuperintendent; daneben erhielt er die damit verbundene Professur für Theologie an der Universität Greifswald. In den Verhandlungen war als Kompromiss das Amt des Stadtsuperintendenten von Greifswald von dem Amt des Generalsuperintendenten abgetrennt und an Runges Schwager Matthaeus Flegius übertragen worden. Nach dessen Tod 1598 erhielt Runge aber auch dieses Amt. Während seiner Amtszeit als Generalsuperintendent ordinierte er 62 Pastoren; sein handschriftliches Verzeichnis hierüber ist bis heute erhalten. Nach siebenjähriger Tätigkeit als Generalsuperintendent verstarb Friedrich Runge mit 45 Jahren und wurde am 29. Juni 1604 im Dom St. Nikolai beigesetzt.
Er war verheiratet mit Elisabeth Arpe, der Tochter seines Vorgängers im Amt des Hofpredigers in Wolgast, Michael Arpe. Aus dieser Verbindung ist der Sohn Jakob Runge bekannt.
Runge trat nicht sonderlich literarisch in Erscheinung. Neben einigen akademischen Disputationen, ist er an der Ausgabe des ersten hochdeutschen pommerischen Gesangbuchs beteiligt gewesen, das unter dem Titel „Ein new christlich Psalmbuch“ 1592 und in der zweiten Auflage 1597 erschien. Zudem kennt man eine „Oratio de linguae ebreae antiquitate et necessitate“ von 1585, ein „Theses de libero arbito“ von 1600 und „Erinnerungen vom Blutregen in Pommern“, welche nach seinem Tod 1618 erschienen.